# Ziebane
Ziebane, slovenski pevec in reper. A/V producent, skladatelj, založnik, programer, radijski in tv voditelj, novinar, moderator prireditev, priložnostni politik * 1980, Velenje.

## Diskografija

### Solo albumi
- Potegni školjko ljubezni (Apt, 2004)
- V Sodelovanju S Poklicnim Kolegijem (Apt, 2007)
- = Ziebane = Robotank DVD ROM (Apt, 2010)
- Jaguar (Apt, 2013)
- Žirafe in Januar, Floppy disk 720 Kb (in Jaguar) (Apt, 2015)
- Plamen ognjenih strasti, Space opera (Apt, 2015 - ...)
- Ganjenemu cvetju vikend obraz (ZBN, 2022)

### Kompilacije in gostovanja
- Lignit 2 (Plac Records, 2001)
- 6 Pack Čukur - Ne se čudit (Menart, 2001)
- 5'00" Of Fame Za narodov blagor (Radyoyo, 2001)
- Unite (Stadtverband Saarbrücken, 2002)
- Polifonija - Pro To Tip (Dingo Recordings, 2003)
- Huda Frka (Nika Records, 2004)
- HipHop Kuh'na vol. 1 (RapNika, 2005)
- Strihnin (Strihnin, 2005)
- Mrigo - Če se ne poznamo (2006)
- Trkaj - Rapostol (Nika Records, 2007)
- Triiiple - Trojni (Dallas Records, 2018)
- Dula - Rushada (God Bless This Mess & RwayStop, 2021)
- Dula & Beno - Sladke Brige (God Bless This Mess, 2025)

### Izvršni producent
- Mladich - Ni očitne spremembe  (Apt, 2011)
- Barski Spomeniki - Post Human Sessions (Apt, 2003)
- Bronxtarz - 2002 (Apt, 2014)

## Filmografija
- Tupac Resurrection, dokumentarni film, Lauren Lazin (Paramount Pictures, 2003)
- Divje s Tabuji, dokumentarni DVD (2004)
- Ne na tla, kratki dokumentarni film, Ziebane (Kunigunda, Apt, 2009)
- V letu hip hopa, dokumentarno glasbeni film, Boris Petkovič (2011)

## Mediji
- Moderator poljudno znanstvenega programa "Pozno ponoči v živo" na Moj Radio (2006-2007)
- Vodja produkcije, novinar in moderator na tv1.si (2008-2009)

## Politika
- Kandidat za mestni svet MO Velenje, s podporo Stranke Aktivna Slovenija (Leto?)

## Programske rešitve
- RX-207 Live Remixer (Ziebane Com, 2015)
- RL-3x9 Rapid Looper (Ziebane Com, 2015)
- OG-00x Organizer (Ziebane Com, 2015)